# Rai Radio
Rai Radio (precedentemente Radio Rai) è il compartimento radiofonico della RAI — concessionaria del servizio pubblico radiotelevisivo italiano — ed è responsabile della produzione e distribuzione dei contenuti radiofonici su scala nazionale. Ha sede in via Asiago 10, a Roma.
Rai Radio deriva dalla fase di riorganizzazione del servizio radiofonico nazionale seguita alla liberazione di Roma durante la Seconda guerra mondiale, quando l’ente pubblico Radio audizioni italiane (Rai) assunse la gestione delle trasmissioni, consolidando il ruolo della radio pubblica nel paese.

## Storia

### Le origini della radiofonia italiana
In Italia, nonostante il contributo di Guglielmo Marconi, la radiofonia civile fu inizialmente limitata da una normativa restrittiva che riservava lo spettro radio al Regno d’Italia, con uso privato vietato senza autorizzazione.
Nel 1923 iniziarono a Roma le prime trasmissioni sperimentali della Radio Araldo, grazie all’ingegnere Luigi Ranieri e a una concessione provvisoria. Nel 1924, con il ministro Costanzo Ciano, fu riconosciuto il potenziale strategico della radio, portando all’accordo tra le società e alla nascita, nell’estate dello stesso anno, dell’Unione Radiofonica Italiana (URI), precursore della Rai.

#### URI (1923-1927)
A seguito del Regio Decreto n. 1067 dell'8 febbraio 1923, che riservava a una società concessionaria l’esclusiva delle radioaudizioni circolari, fu costituita il 27 agosto 1924 l’Unione Radiofonica Italiana (URI), con sede a Torino. L’URI, esito della fusione tra le società Radiofono e SIRAC, ottenne la concessione esclusiva per il servizio radiofonico nazionale, avviando il monopolio pubblico che sarebbe poi evoluto nella futura Rai.
Le trasmissioni radiofoniche italiane iniziarono ufficialmente il 6 ottobre 1924 con un annuncio della violinista Ines Viviani Donarelli dalla stazione radiofonica di Roma.: La concessione esclusiva all’URI fu formalizzata dal R.D. n.2191 del 14 ottobre 1924, segnando l’avvio della radiodiffusione pubblica in Italia.
Nel gennaio 1925 fu pubblicato il primo numero di "Radio Orario", settimanale destinato a promuovere la radio e informare sui palinsesti, antesignano del Radiocorriere TV. La rete radiofonica si ampliò con l’apertura delle stazioni di Milano, Napoli e Torino tra il 1925 e il 1929.
Nel 1926 iniziò la trasmissione pubblicitaria con la gestione della concessionaria SIPRA. Negli anni Trenta, il regime fascista incentivò l’uso della radio come strumento educativo e propagandistico, favorendo la diffusione del mezzo anche tra le classi popolari tramite apparecchi a basso costo come la Radio Balilla.

#### EIAR (1927-1945)
Con il Regio decreto legge 17 novembre 1927, n. 2207, l’URI fu trasformata in "Ente Italiano per le Audizioni Radiofoniche" (EIAR), ente pubblico economico con personalità giuridica. A dicembre fu stipulata una nuova convenzione venticinquennale, rendendo ufficiale il monopolio statale della radiodiffusione, con forte controllo governativo sulla gestione e i contenuti.
Durante gli anni Trenta, come stabilito dal decreto, l’EIAR avviò un’estesa espansione infrastrutturale: vennero costruite nuove stazioni (Trieste, Bari, Palermo), potenziate le sedi esistenti e inaugurato il "Centro Radio Imperiale" di Roma. Nel 1932 fu aperta la storica sede radiofonica di via Asiago 10 a Roma, con sette studi di produzione.
A partire dal 1933 fu realizzato un sistema "bicanale" nazionale grazie al collegamento via cavo tra le reti settentrionali e meridionali.  Dal 1934 iniziarono anche trasmissioni verso l’estero e, dal 1938, verso le colonie africane.
Nel 1937 nacque un terzo canale sperimentale (Roma III), segnando l’avvio del sistema radiofonico multicanale.
Con l’ingresso in guerra (1940), l’EIAR centralizzò la programmazione a fini informativi e propagandistici. Nel 1942 furono reintrodotti due canali serali (“Programma A” e “Programma B”).
Dopo l’8 settembre 1943, con la frammentazione dell’Italia, la gestione dell’EIAR fu locale: alcune sedi (Palermo, Napoli, Bari) passarono sotto il controllo degli Alleati. Nel 1944, la sede di Roma fu chiusa. Nel 1945, con decreto del governo del Regno del Sud, l’EIAR fu ufficialmente soppressa e sostituita dalla RAI – Radio Audizioni Italiane, segnando la nascita del moderno servizio pubblico radiotelevisivo italiano in un contesto democratico e post-fascista.

### La trasformazione in Rai
Nel 1950 nacquero ufficialmente i tre programmi nazionali.
Il 3 gennaio 1954 ha inizio il servizio regolare di trasmissioni televisive.
Nel 1962 la presidenza del Consiglio dei Ministri affida alla Rai la realizzazione dei notiziari e servizi informativi per l'estero. Nel 2012 la Direzione Rai International, erede, viene soppressa; contestualmente cessano le trasmissioni in onde corte.
Il 7 gennaio 1969 inizia il radioprogramma Chiamate Roma 3131, tre ore di trasmissione quotidiana in diretta telefonica con gli ascoltatori.
Nel 1975 la riforma della Rai sancisce il pluralismo dell'emittenza radiotelevisiva mettendo fine al centralismo dell'azienda aprendo la strada a una profonda ristrutturazione: nascono le tre reti radiofoniche del servizio pubblico (Radiouno, Radiodue e Radiotre) e le rispettive testate giornalistiche (GR1, GR2 e GR3). Tali testate nel tempo sono state unificate in una sola, Giornale Radio Rai, che costituisce oggi uno dei costi principali della radiofonia, anche per la consistenza dell'organico giornalistico che le consente di essere la maggior realtà giornalistica radiofonica italiana.
Nel 1982 la Rai lancia Rai Stereo Uno, Rai Stereo Due e Rai StereoNotte; nel giro di una decina di anni all'incirca, tali canali saranno chiusi e riaccorpati con le tre reti principali, assorbimento voluto per limitare comunque a tre il numero di canali radiofonici trasmessi nell'etere dalla Rai. Unica vestigia di tale differenziazione era Radiouno in AM, che aveva qualche differenza rispetto alla versione classica trasmessa in FM.
Nel 1988 e nel 1994 la Rai ottiene il rinnovo della convenzione con lo Stato per l’esclusiva del servizio pubblico di diffusione radiofonica e televisiva sull'intero territorio nazionale italiano. Continuano le trasmissioni di Radiouno, Radiodue e Radiotre e nascono 22 programmi regionali e 3 locali, i programmi del Notturno Italiano, Isoradio e una serie di programmi diffusi all'estero o prodotti per l'estero. La filodiffusione continua le sue trasmissioni.
Il 19 febbraio 1996 il Giornale Radio debutta anche sul web, in quanto prima testata giornalistica in rete con il server aziendale; seguiranno nel 1999 i siti Internet di Rai Radio e di ogni canale e testata e nel 2002 quelli di CCISS, Isoradio e della Filodiffusione. Tra il 2007 e il 2009 avviene un completo restyling di Rai Radio che inizia a curare ancora di più la presenza sul web tramite portali e siti dedicati ai programmi.
Nel 2011 parte l’applicazione su iPhone che permette di ascoltare in diretta e riascoltare in podcast tutta la programmazione di Rai Radio.
Il 23 luglio 2015 il direttore generale della Rai, Luigi Gubitosi, annuncia tre nuove reti radiofoniche, Rai Radio 6 Teca, Radio 7 Live e Rai Radio 8 Opera e il cambio di nome di altre due reti: Rai Radio FD4 diventa Rai Radio 4 Light e Rai Radio FD5 cambia nome Rai Radio 5 Classica. Per l'occasione, vengono rese disponibili sul DAB+, sul satellite e sul sito web Rai.
Il 2016 segna l’inizio di una nuova e decisa spinta “digitale”, sia dal punto di vista editoriale sia da quello produttivo: debuttano infatti nuovi canali tematici, vengono ristrutturati e ammodernati gli studi radiofonici e le sale di via Asiago 10 e del centro di produzione di Saxa Rubra con nuove regie video, ledwall e apparati tecnologici all’avanguardia danno vita alle nuove dirette “radiotelevisive” tramite il web.
Il 12 giugno 2017 viene inaugurato Rai Radio Kids, dedicato ai bambini dai 2 ai 10 anni, senza pubblicità e vengono rinominate Rai Radio 4 Light in Rai Radio Tutta Italiana, Rai Radio 5 Classica in Rai Radio Classica, Rai Radio 6 Teca in Rai Radio Techete' e Rai Radio 7 Live in Rai Radio Live. Il 19 dicembre nasce RaiPlay Radio, la nuova piattaforma internet per ascoltare tramite web e app dedicata i canali di Rai Radio.
Il 14 giugno 2018 nasce Rai Radio 1 Sport, spin-off di Rai Radio 1 con un palinsesto dedicato quasi interamente allo sport, mentre il 21 giugno successivo nasce Rai Radio 2 Indie, divenuta poi Rai Radio Indie, canale dedicato alla musica rock e alternative, pop italiana e agli eventi live in esclusiva. I canali radiofonici della radiotelevisione pubblica italiana diventano quindi 12.
Il 1º gennaio 2020 Rai Radio Classica cambia nome in Rai Radio 3 Classica. Dal 28 settembre Rai Radio 2 debutta in versione visual, ovvero in diretta video per 18 ore al giorno su RaiPlay (l'esordio era inizialmente previsto per il 14 dello stesso mese).
L'11 settembre 2022 sono definitivamente stati spenti tutti i ripetitori in AM, pertanto da tale data non è più possibile ascoltare programmi delle radio Rai in quella banda. Da decenni, infatti, la diffusione in AM è stata progressivamente ridotta fino alla sua dismissione definitiva poiché la mancanza di emittenti private ha indotto negli ascoltatori l'uso quasi esclusivo della gamma FM.
Il 16 dicembre 2022 Rai Radio Indie diventa No Name Radio.
Il 31 marzo 2023 Rai Radio Live diventa Rai Radio Live Napoli.

## Canali

### Nazionali
| Logo | Nome                     | Data di lancio   | Diffusione | Diffusione | Diffusione | Diffusione | LCN                | LCN     | LCN        | Streaming | Streaming     | Streaming |
| Logo | Nome                     | Data di lancio   | FM         | DAB+       | Via cavo   | iTunes     | Digitale Terrestre | Tivùsat | Sky Italia | RaiPlay   | RaiPlay Sound | Rai TV+   |
| ---- | ------------------------ | ---------------- | ---------- | ---------- | ---------- | ---------- | ------------------ | ------- | ---------- | --------- | ------------- | --------- |
|      | Rai Radio 1              | 6 ottobre 1924   | Si         | Si         | Si         | Si         | 701                |         |            | No        | Si            | Si        |
|      | Rai Radio 2              | 21 marzo 1938    | Si         | Si         | Si         | Si         | 202, 702           |         |            | [ 35 ]    | Si            | Si        |
|      | Rai Radio 3              | 1º ottobre 1950  | Si         | Si         | Si         | Si         | 703                |         |            | No        | Si            | Si        |
|      | Rai Gr Parlamento        | 5 gennaio 1998   | Si         | Si         | No         | No         | 704 (HbbTV)        |         |            | No        | Si            | Si        |
|      | Rai Radio 3 Classica     | 1º dicembre 1958 | [ 36 ]     | Si         | Si         | No         | 706 (HbbTV)        |         |            | No        | Si            | Si        |
|      | Rai Radio Kids           | 12 giugno 2017   | No         | Si         | No         | No         | 707 (HbbTV)        |         |            | No        | Si            | Si        |
|      | Rai Radio Live Napoli    | 24 ottobre 2015  | No         | Si         | No         | No         | 708 (HbbTV)        |         |            | No        | Si            | Si        |
|      | Rai Radio Tutta Italiana | 1º dicembre 1958 | No         | Si         | Si         | No         | 710 (HbbTV)        |         |            | No        | Si            | Si        |
|      | Rai Radio Techete'       | 7 settembre 2015 | No         | Si         | No         | No         | 709 (HbbTV)        |         |            | No        | Si            | Si        |
|      | Rai Radio 1 Sport        | 14 giugno 2018   | No         | Si         | No         | No         | 711 (HbbTV)        |         |            | No        | Si            | Si        |
|      | No Name Radio            | 16 dicembre 2022 | No         | Si         | No         | No         | 712 (HbbTV)        |         |            | No        | Si            | Si        |
|      | Rai Isoradio             | 23 dicembre 1989 | [ 36 ]     | Si         | No         | No         | 705 (HbbTV)        |         |            | No        | Si            | Si        |

### Regionali
Il canale Rai Radio Trst A e il programma transfrontaliero l'Ora della Venezia Giulia, dapprima irradiati in onda media rispettivamente sui 981 e 936 kHz, dopo la dismissione della programmazione su questa banda, si possono ascoltare in chiaro dal 10 settembre sul satellite 13.0°E Hot Bird 13F frequenza 11766,00 MHz polarizzazione verticale, SR 29.900 FEC 3/4
| Logo | Nome                                   | Data di lancio  | Diffusione | Diffusione | Diffusione | Diffusione | LCN                | LCN     | LCN        | Streaming                     | Streaming     | Streaming |
| Logo | Nome                                   | Data di lancio  | FM         | DAB+       | Via cavo   | iTunes     | Digitale Terrestre | Tivùsat | Sky Italia | RaiPlay                       | RaiPlay Sound | Rai TV+   |
| ---- | -------------------------------------- | --------------- | ---------- | ---------- | ---------- | ---------- | ------------------ | ------- | ---------- | ----------------------------- | ------------- | --------- |
|      | Rai Radio Südtirol                     | 7 febbraio 1966 | Si         | Si         | No         | No         | No                 | 619     | No         | (streaming dai relativi siti) | Si            | Si        |
|      | Rai Radio Trst A                       | 5 febbraio 1944 | Si         | Si         | No         | No         | No                 | 642     | No         | (streaming dai relativi siti) | Si            | Si        |
|      | Rai Radio 1 L'Ora della Venezia Giulia | 1931            | Si         | Si         | No         | No         | No                 | 641     | No         | (streaming dai relativi siti) | No            | No        |

## Studi e centri di produzione radiofonica
Intorno al 1990, Rai Radio disponeva di studi radiofonici e auditorium anche presso le sedi regionali; complessivamente, inclusi anche gli studi minimi, si arrivò a circa 150 nuclei. Era inclusa anche la produzione radiofonica autonoma, molto rilevante per la presenza dei canali IV e V della filodiffusione che avevano una produzione indipendente dal resto dei canali. Con un processo lento e graduale, la capacità produttiva radiofonica è stata ridotta e oggi avviene principalmente a:
- Roma, Saxa Rubra, largo Willy De Luca, Palazzina G2 per Rai Radio 1, Rai GR Parlamento e Rai Isoradio; è allocato qui l'archivio musicale digitale;
- Roma, in via Asiago, 10 per Rai Radio 2, Rai Radio 3 e i canali digitali; sono qui allocati anche gli impianti centrali di trasmissione e l'archivio musicale analogico;
- Milano, in corso Sempione, 27;
- Napoli, in viale Guglielmo Marconi, 9;
- Torino, in via Giuseppe Verdi, 31;
- Trieste, in via Fabio Severo, 7, per Rai Radio Trst A e Rai Radio FVG;
- Bolzano, in Piazza Giuseppe Mazzini, 23, per Rai Radio Südtirol.

## Tecnica di diffusione
- Le reti radio generaliste nazionali vengono diffuse su tutti i dispositivi e in tutti gli standard, ad eccezione di Rai Radio 1, irradiata fino al 2022 anche in AM;
- Rai Radio 3 Classica (ex quinto canale della filodiffusione o FD5) in FM raggiunge solo cinque città italiane (Ancona, Milano, Napoli, Roma, Torino), che costituivano la Quarta Rete Radiofonica Sperimentale;
- Rai Isoradio in FM viene diffusa in esclusiva sulla rete autostradale italiana e nelle aree delle città metropolitane di Roma, Torino, Palermo, Milano e Messina;
- Rai Radio Tutta Italiana  in filodiffusione, tramite i canali analogici di Telecom Italia, raggiunge solo gli abbonati al relativo servizio e a livello nazionale su Rai Gr Parlamento nelle ore serali e notturne e comunque nei momenti in cui non vengono diffusi programmi di politica o d'informazione;
- Rai Radio 3 Classica in FM viene diffusa in simulcast nell'arco temporale 19:35 - 7:00 (19:35 - 8:00 la domenica) da Rai Radio Trst A solo in Friuli-Venezia Giulia;
- Rai Radio Trst A è presente, oltre che in FM, DAB+, DTT e WEB e satellite Eutelsat 13 C; Rai Radio FVG è in onda su tutti i dispositivi;
- Tutti i canali radiofonici sono disponibili sul portale web RaiPlay Sound e sull'app dedicata, sul satellite Eutelsat Hot Bird 13° est, sul DAB+ e sul digitale terrestre.

## Filodiffusione
Il servizio di filodiffusione della Rai fu inaugurato il 1º dicembre 1958, le trasmissioni con palinsesto iniziarono il 3 gennaio 1959 (su tre canali); tale standard intendeva supplire ai limiti della copertura radiofonica via etere del tempo, in special modo per offrire una migliore qualità del suono. Infatti, mentre le trasmissioni in modulazione di ampiezza (AM) avevano una larghezza di banda AM di 4,5 kHz, la filodiffusione (emessa nella gamma delle onde lunghe fra i 150 e i 350 kHz circa) la portava a 15 kHz, pari a quella della modulazione di frequenza (FM), al tempo ancora non molto diffusa; la trasmissione tramite la rete telefonica, inoltre, raggiungeva anche località non adeguatamente servite dai ponti radio.
Dopo l'introduzione della modulazione di frequenza e con l'avvento delle radio private, la filodiffusione perse terreno, ricavandosi una nicchia di mercato essenzialmente tra ascoltatori appassionati di musica classica. Un'ulteriore limitazione al suo utilizzo è stato l'avvento delle connessioni ADSL, incompatibili con lo standard di trasmissione. Nel corso del primo decennio del terzo millennio cessò inoltre la fabbricazione dei filodiffusori: una volta esaurite le scorte, il commercio proseguì solo sul mercato dell'usato.
Dal 1997 la filodiffusione RAI iniziò a essere diffusa in DAB, mentre dal 1999 fu possibile ascoltarla via internet mediante lo streaming Real Audio e MP3 a 96 kbps, in seguito portato a 128 kbit/s in AAC e MP3). La copertura nazionale ad alta qualità avvenne però solo con la trasmissione via satellite e sul Mux 2 del digitale terrestre, con una trasmissione stereo con codifica MPEG-2 a 192 kbps. Il segnale analogico trasmesso in filodiffusione, con larghezza di banda di 15 kHz, non era peraltro soggetto a compressione digitale e quindi, se la catena fonica gestita dall'editore (Rai) e dal titolare della rete (TIM) era correttamente tarata e gli apparati di rete erano nelle condizioni ottimali, la qualità si rivelava intrinsecamente superiore a quella dei canali digitali, che erano invece soggetti a compressione.

Logo di Filodiffusione 4, oggi Rai Radio Tutta Italiana

Nel giugno 2003 venne aperto il sito istituzionale e sulla pagina 539 del Televideo fu pubblicato il palinsesto di Rai Radio Classica.
La Filodiffusione Rai includeva, a compimento del suo sviluppo, sei canali (FD 1-6), tre dei quali dedicati alla diffusione di Radio 1, Radio 2 e Radio 3 (FD 1-3), uno alla musica leggera (FD 4) e due alla musica classica (FD 5 e 6, quest'ultimo utilizzato per la trasmissione del segnale in stereofonia). Le frequenze di trasmissione via cavo telefonico erano di 178 kHz per il canale 1, 211 kHz per il canale 2, 244 kHz per il canale 3, 277 kHz per il canale 4, 310 kHz per il canale 5, 343 kHz per il canale 6.

Logo della Filodiffusione 5, oggi Rai Radio 3 Classica

Fino alla sua soppressione, avvenuta il 31 dicembre 2011, i canali tematici della filodiffusione Rai (il quarto, il quinto o il sesto) erano usati alternativamente nottetempo per trasmettere il programma Notturno italiano; fino all'11 settembre 2022 il segnale di Rai Radio 1 era inoltre sincronizzato con quello trasmesso in onde medie, che in determinate circostanze si interrompeva per la messa in onda delle audiodescrizioni per non vedenti di programmi televisivi.
Dal 2006 circa il palinsesto del quarto canale venne ridisegnato, assumendo il nome dapprima di FD Leggera e quindi fino all'11 giugno 2017 di Rai Radio 4 Light; la programmazione fu riorganizzata in fasce orarie sulla base di precisi sondaggi effettuati tramite il sito web della filodiffusione. Fino all'11 giugno 2017, accanto alla canzone italiana d'autore, alla musica pop internazionale e ai grandi successi rock, era possibile ascoltare anche una rubrica serale di 90 minuti riservata interamente alla musica jazz.
Il quinto canale divenne invece FD Auditorium e poi Rai Radio 5 Classica, occupandosi principalmente di trasmettere musica classica, sinfonica, lirica e da camera. Dall'inizio degli anni novanta la programmazione del canale, oltre a ritrasmettere registrazioni tratte dal catalogo discografico internazionale, si è arricchita di registrazioni originali tratte dagli archivi. In cinque città l'ascolto diviene possibile anche via FM con copertura metropolitana, a Milano (102,2 MHz), Torino (101,8 MHz), Roma (100,3 MHz), Napoli (103,9 MHz) e Ancona (106,0 MHz). Fino a settembre 2017 il canale veniva trasmesso in simulcast e in stereofonia su FM da Rai Radio 3, generalmente dalle ore 2:00 di notte e fino alle 6:00 di mattina. Dal 1º gennaio 2020 il canale ha cambiato nome in Rai Radio 3 Classica.
Con l'evoluzione della rete telefonica italiana e il passaggio quasi generalizzato dalla telefonia analogica con doppino in rame alla banda larga, il segnale filodiffuso divenne sempre meno ricevibile, sopravvivendo solo laddove vi erano vecchie connessioni. La trasmissione risulta essere del tutto cessata dal 1º febbraio 2023, senza alcun preavviso o formale annuncio da parte di TIM all'infuori di una breve menzione nel loro Bollettino Tecnico.

## Informazione
I radiogiornali e i notiziari sul traffico Onda Verde vanno in onda sui tre canali generalisti e sono curati rispettivamente da Rai Giornale Radio e da Rai Pubblica Utilità; le notizie sul traffico sono trasmesse in modo continuativo su Rai Isoradio. Rai Radio 1 trasmette anche i notiziari regionali realizzati dalle locali TGR.
Dal 17 novembre 2018 al 9 marzo 2020 andavano in onda tutti i giorni dei radiogiornali “tematici” su Rai Radio Kids, Rai Radio Live, Rai Radio Techete’, Rai Radio Tutta Italiana e Rai Radio 3 Classica.

## Riprese audio
Rai Radio si occupa anche delle riprese audio di particolari eventi musicali, spesso andati in onda anche in tv, come Il Rigoletto a Mantova e La Cenerentola, e le dirette da importanti teatri lirici italiani.

## Loghi

1991-1994
1994-1997
1997-2000
2000 - 18 maggio 2010
18 maggio 2010 - 14 settembre 2014
14 settembre 2014 - 18 settembre 2017
In uso dal 18 settembre 2017